# Lorenzo Gordin Yates
Lorenzo Gordin Yates (1837 - 1909) fue un biólogo, pteridólogo, algólogo, y arqueólogo inglés. A sus catorce años, migra con su familia a EE. UU. donde estudia odontología y medicina.
Se trasladó a Centerville, California, ca. 1864 donde continua su carrera como dentista. Se mudó a Santa Bárbara en 1882, donde permanecería hasta su deceso.

## Algunas publicaciones
- 1886. Catalogue of marine shells in Lorenzo G. Yates' collection, Santa Barbara, Cal. 81 pp.
- 1887. The Ferns Of Ceylon. Ed. Herron Press. 48 pp. ISBN 1-4097-1278-8
- 1887. Notes on Hawaiian Ferns. 15 pp.
- 1890. Channel Islands. 20 pp.
- 1890. The mollusca of Santa Barbara County, California: and New shells from the Santa Barbara channel. 48 pp.
- 1902. The marine algae of Santa Barbara County, California. Número 3 de Bulletin, Santa Barbara Society of Natural History. 20 pp.

- La abreviatura «Yates» se emplea para indicar a Lorenzo Gordin Yates como autoridad en la descripción y clasificación científica de los vegetales.[1]